# Sent Aleg
Sent Alec (en francès Saint-Éloi) és una comuna francesa, situada al departament de la Cruesa, a la regió de la Nova Aquitània.

## Demografia
| 1968 | 1975 | 1982 | 1990 | 1999 |
| ---- | ---- | ---- | ---- | ---- |
| 283  | 226  | 210  | 175  | 166  |

## Administració
| Període | Identitat      | Partit |
| ------- | -------------- | ------ |
| 2001-   | Roland Lacheny | PS     |